# باول كوش
باول كوش (بالفرنسية: Paul Koch)‏ (7 يونيو 1966 بلوكسمبورغ - ) هو لاعب كرة قدم لوكسمبورغي في مركز حراسة المرمى. شارك مع منتخب لوكسمبورغ لكرة القدم. أما مع النوادي، فقد لعب مع أفينير بيغين وإف91 دوديلانج وFA Red Boys Differdange ‏ ونادي غريفينماتشر الرياضي ‏.

## مسيرته الكروية
لعب باول كوش خلال مسيرته الاحترافية مع 4 أندية في تسعة مواسم ولم يسجل خلالها أي هدف ضمن 25 مباراة. حيث فاز في خمسة مواسم بالكأس وفي موسمين بالدوري.
خاض باول كوش مسيرته مع FA Red Boys Differdange ‏ في موسم 1990–91 لمدة موسم واحد، لم يشارك في أي مباراة ولم يسجل أي هدف. ثم انتقل إلى نادي أفينير بيغين في موسم 1991–92 واستمر معه طيلة ثلاثة مواسم، حيث شارك في 25 مباراة ولم يسجل أي هدف أيضًا. لينتقل بعدها إلى نادي غريفينماتشر الرياضي ‏ في موسم 1994–95 ليلعب معه أربعة مواسم، لم يشارك في أي مباراة ولم يسجل أي هدف أيضًا. ثم انتقل إلى نادي إف91 دوديلانج في موسم 1998–99 لمدة موسم واحد، لم يشارك في أي مباراة ولم يسجل أي هدف أيضًا.

## وصلات خارجية
- باول كوش على موقع الاتحاد الدولي (مؤرشف)  (الإنجليزية)
- باول كوش على موقع قاعدة بيانات كرة القدم.إي يو (الإنجليزية)
- باول كوش على موقع ناشيونال فوتبول تيمز (الإنجليزية)